# 音频编解码器
音频编解码器是指能编码或解码音频数字数据流的设备或计算机程序。
软件音频编解码器作为计算机程序，能够以特定音频文件或流媒体音频编码格式为依据，执行算法以压缩与解压缩数字音频数据。其中，算法的设计目标是在保证一定音质的同时，在數位音訊中使用最少的比特表示高保真音频，可以令音频文件传输过程需要占用的带宽以及存储空间有效减少。大多数軟體编解码器的实现形式是具有接口的函式庫，供一个或多个媒体播放器使用。
硬件音频编解码器作为一套裝置，同时包含受相同定時器訊號控制的類比數位轉換器（ADC）和數位類比轉換器（DAC），因而既能将模拟音频编码得到数字音频、又能将数字音频解码得到模拟音频。例如，一些同时支持音频输入和输出的声卡就会用到它。